# Депортес Икике
«Депо́ртес Ики́ке» (исп. Club Deportes Iquique S.A.D.P.) — чилийский футбольный клуб из города Икике. С 2021 года выступает в чилийской «Примере B», втором по силе дивизионе страны.

## История
Команда была основана 21 мая 1978 года. Уже на третий год своего существования команда дебютировала в «Примере», и в том же году завоевала национальный кубок. 1980-е годы стали лучшими годами в истории клуба, с 1980 по 1990 год «Депортес Икике» был постоянным участником «Примеры». В последующие 20 лет своего существования клуб превратился в «команду-лифт», неоднократно покидая и возвращаясь в «Примеру», а в середине 2000-х годов и вовсе опустившись в «Терсеру», третий дивизион чилийского футбола.
В 2003 году клуб сменил название на «Мунисипаль Икике», но в 2010 году вернул прежнее название, в том же году клуб второй раз в своей истории победил в Кубке Чили. В сезоне 2011 года «Депортес Икике», после годичного перерыва, вновь стал выступать в «Примере». В сезоне 2013/14 «Депортес Икике» завоевал свой третий Кубок Чили. В Апертуре 2016 «Депортес Икике» занял высшее для себя место в истории, став вице-чемпионом страны.
Домашние матчи команда проводит на стадионе «Тьерра де Кампеонес», вмещающем 9 500 зрителей.

## Достижения
- Вице-чемпион Чили (1): 2016 (Апертура)
- Обладатель Кубка Чили (3): 1980, 2010, 2013/14
- Финалист Кубка Чили (1): 2009

## Сезоны по дивизионам
- Примера (25): 1980—1990; 1993; 1998—1999; 2009; 2011—2020
- Примера B (15): 1979; 1991—1992; 1994—1997; 2000—2002; 2007—2008; 2010; 2021—н. в.
- Третий дивизион (4): 2003—2006

## Участие в южноамериканских кубках
- Кубок Либертадорес (2): 2013, 2017
- Южноамериканский кубок (2): 2011, 2012, 2014, 2017